# Kōkan Shiba
Kōkan Shiba (jap. 司馬 江漢 Shiba Kōkan; ur. 1747, zm. 1818) – japoński malarz. Znany też pod imionami Shun Shiba (jap. 司馬峻 Shiba Shun), Kichijirō Andō (jap. 安藤吉次郎 Andō Kichijirō), Katsusaburō (jap. 勝三郎), Magodayū (jap. 孫太夫), Fugen-dōjin (jap. 無言道人), Shumparō (jap. 春波楼). 
Zachowała się autobiografia malarza, zawarte w niej informacje są jednak ubarwione, a autor sfałszował w niej swój wiek i uśmiercił się 5 lat przed faktycznym zgonem. Urodził się najprawdopodobniej w Edo. Około 1759 roku rozpoczął naukę u jednego z mistrzów szkoły Kanō. W 1761 roku, po śmierci ojca i dwóch sióstr, musiał podjąć pracę, by utrzymać siebie i matkę. Około 1765 roku wstąpił na naukę do zakładu drzeworytnika Harunobu Suzukiego, szybko znajdując sobie uznanie mistrza i zgodę na sygnowanie swoich prac nazwiskiem Harushige Suzuki (jap. 鈴木春重 Suzuki Harushige). 
Po śmierci Harunobu Suzukiego jeszcze jakiś czas wydawał drzeworyty sygnując je jego imieniem, po czym wstąpił na naukę u Shisekiego Sō (1712–1786), malarza ze szkoły Nagasaki. Nawiązał także współpracę z kręgiem intelektualistów studiujących nauki zachodnie (rangaku) i poetów haiku. W swoim malarstwie połączył elementy tradycyjnego malarstwa japońskiego z malarstwem europejskim, obok tradycyjnych drzeworytów w stylu ukiyo-e tworzył obrazy olejne. Jako pierwszy japoński artysta posługiwał się techniką miedziorytu. Napisał traktat poświęcony technice światłocienia i jej zastosowaniu w malarstwie.
Interesował się również astronomią, w 1808 roku opublikował rozprawę Kopperu temmon zukai (jap. 刻白爾天文図解), zawierającą wykład teorii Kopernika.

## Galeria

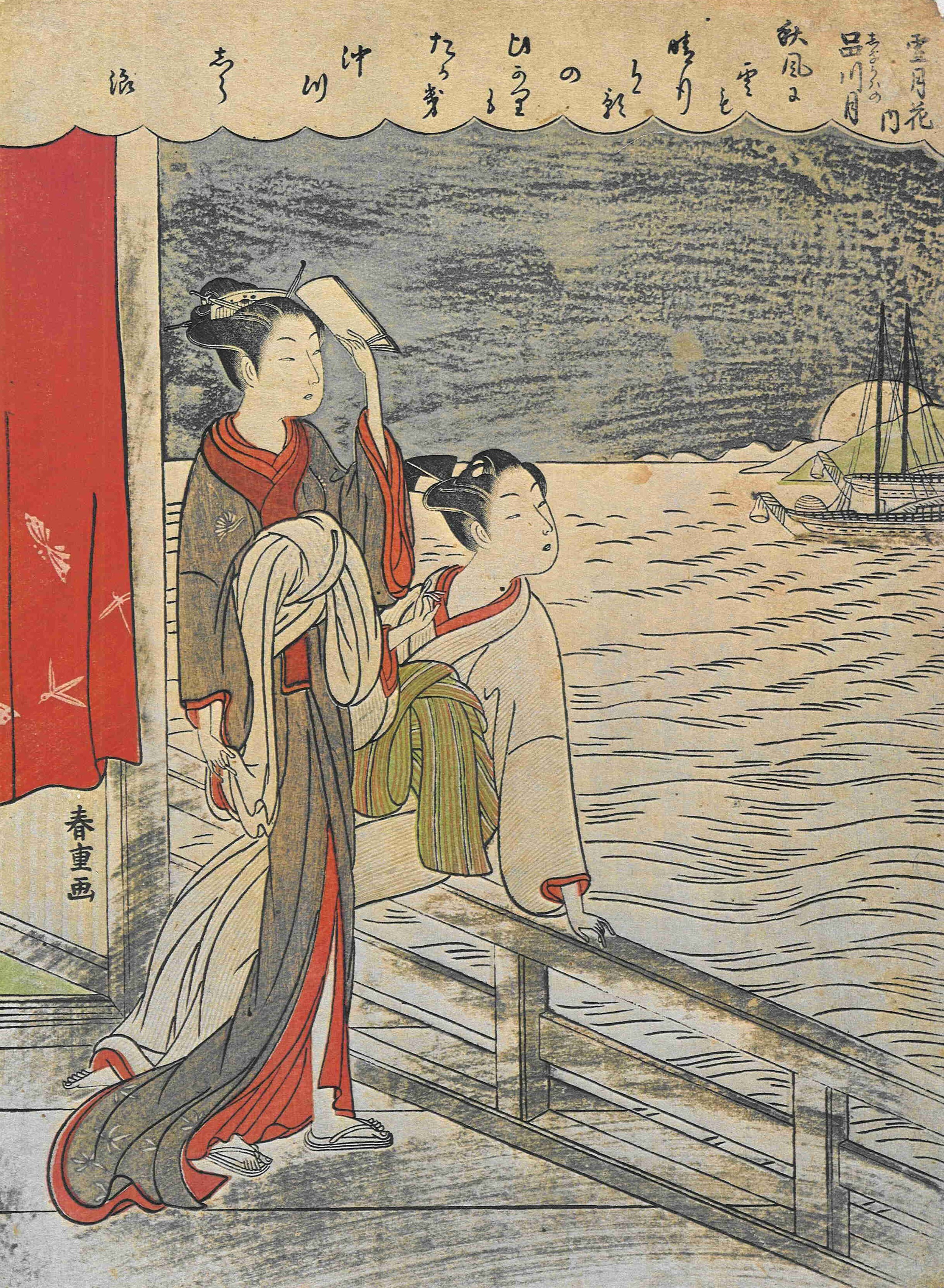
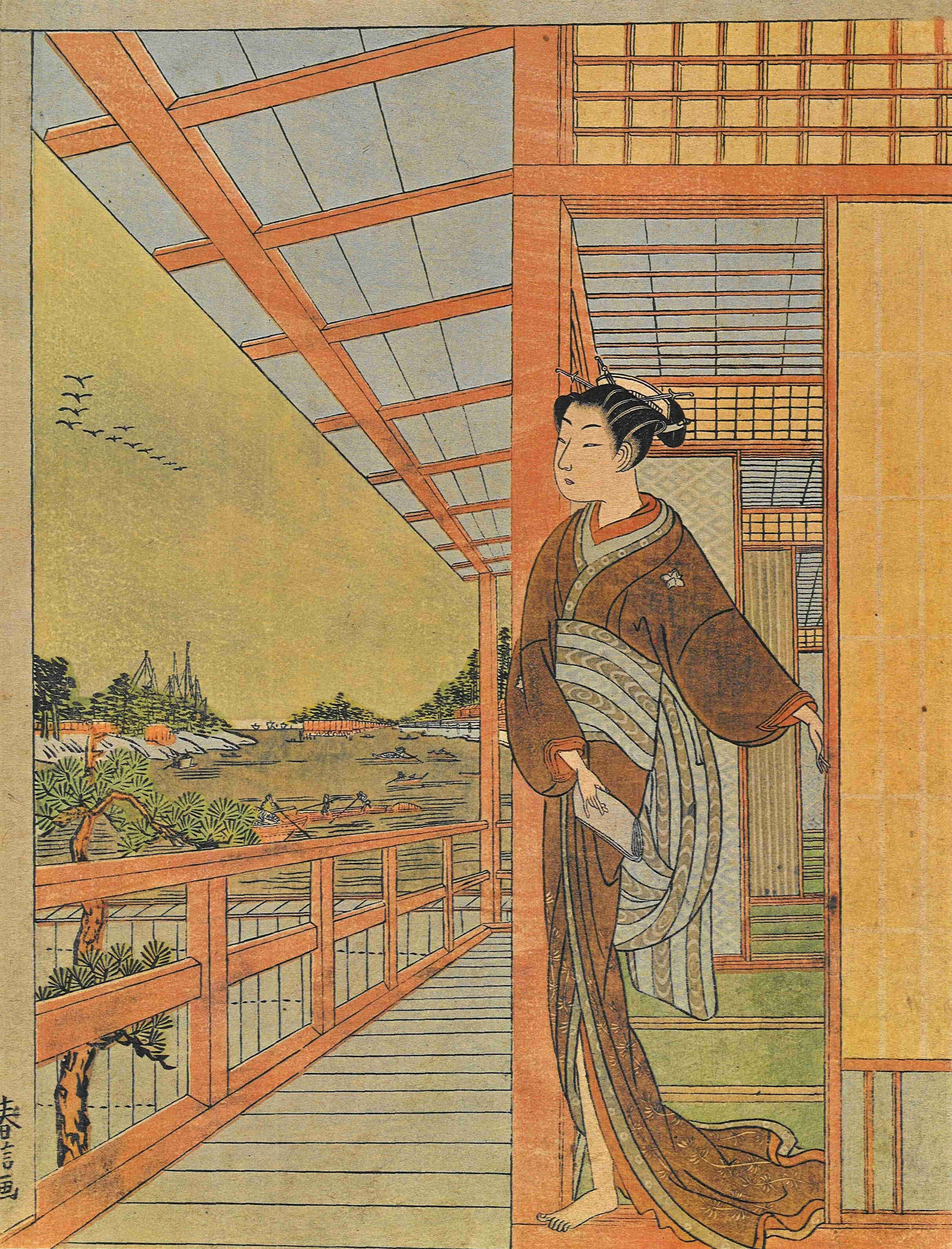
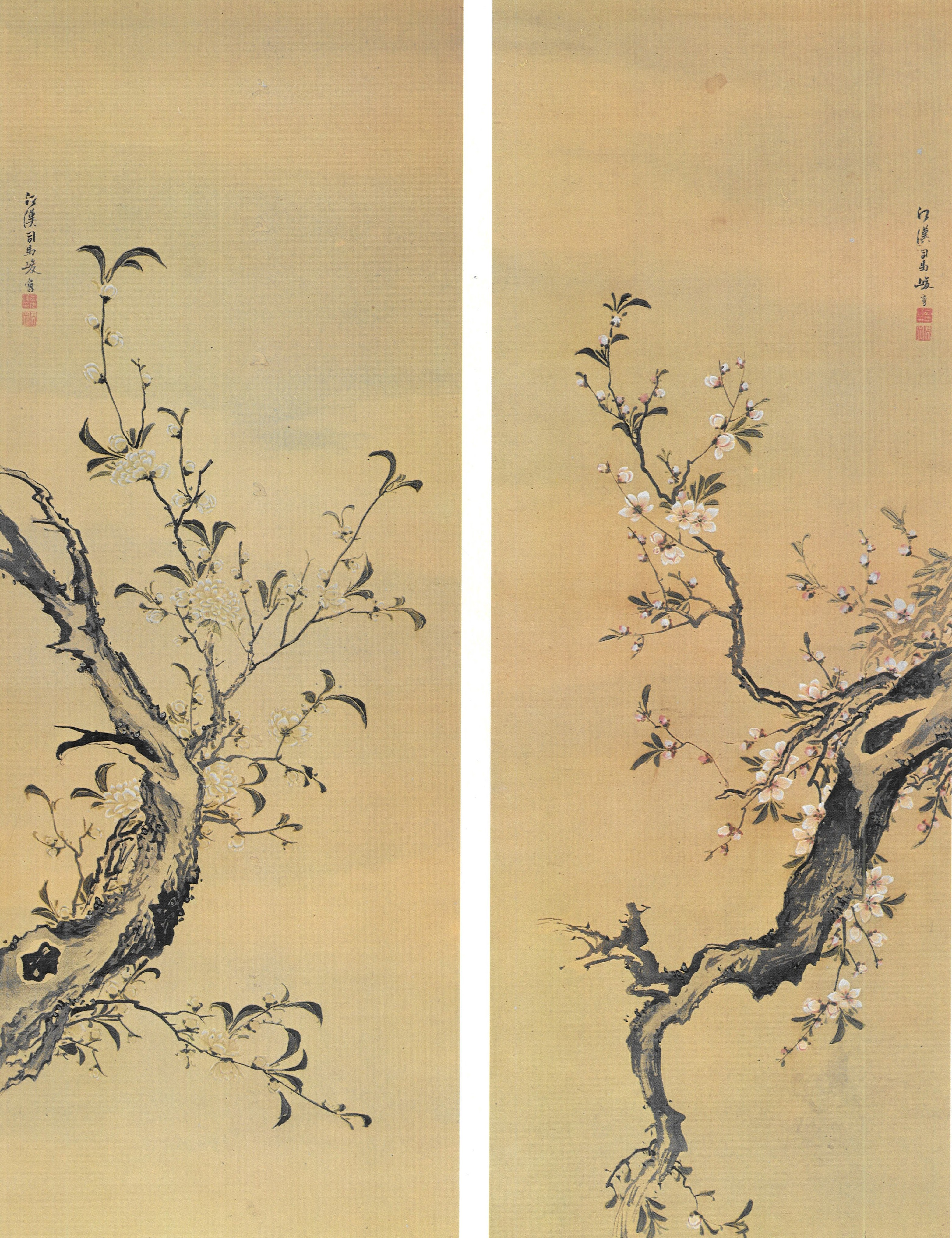
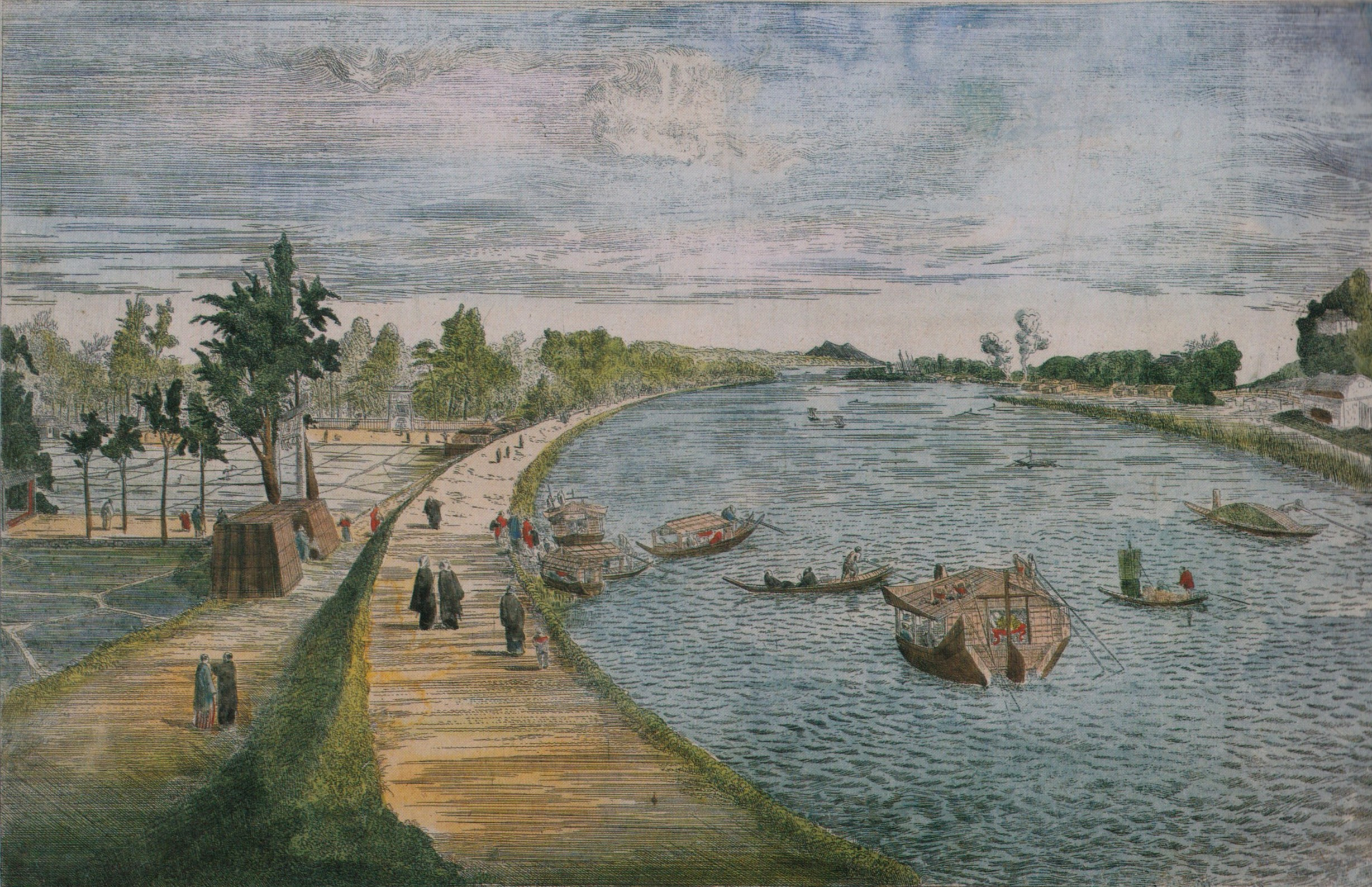
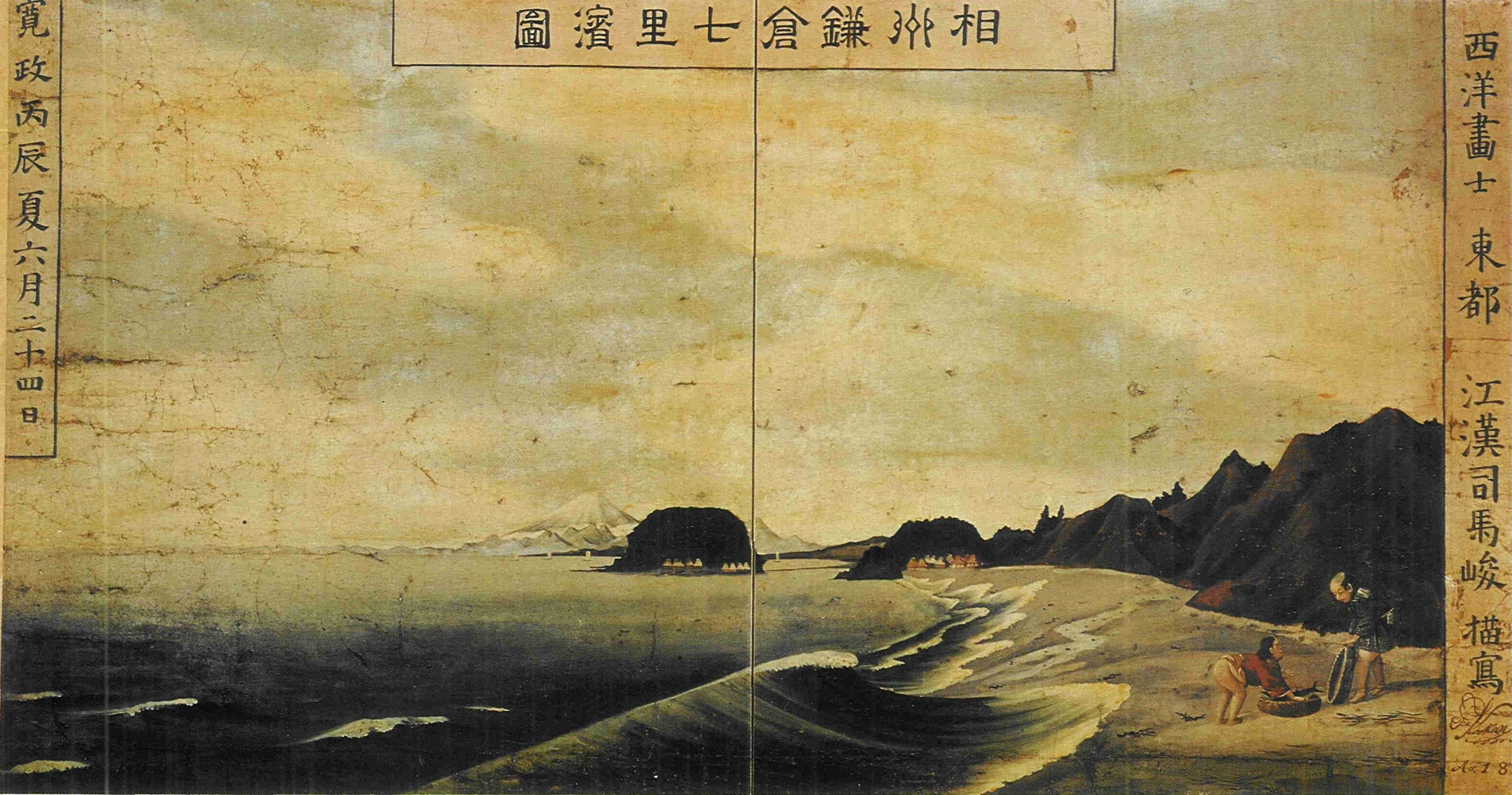
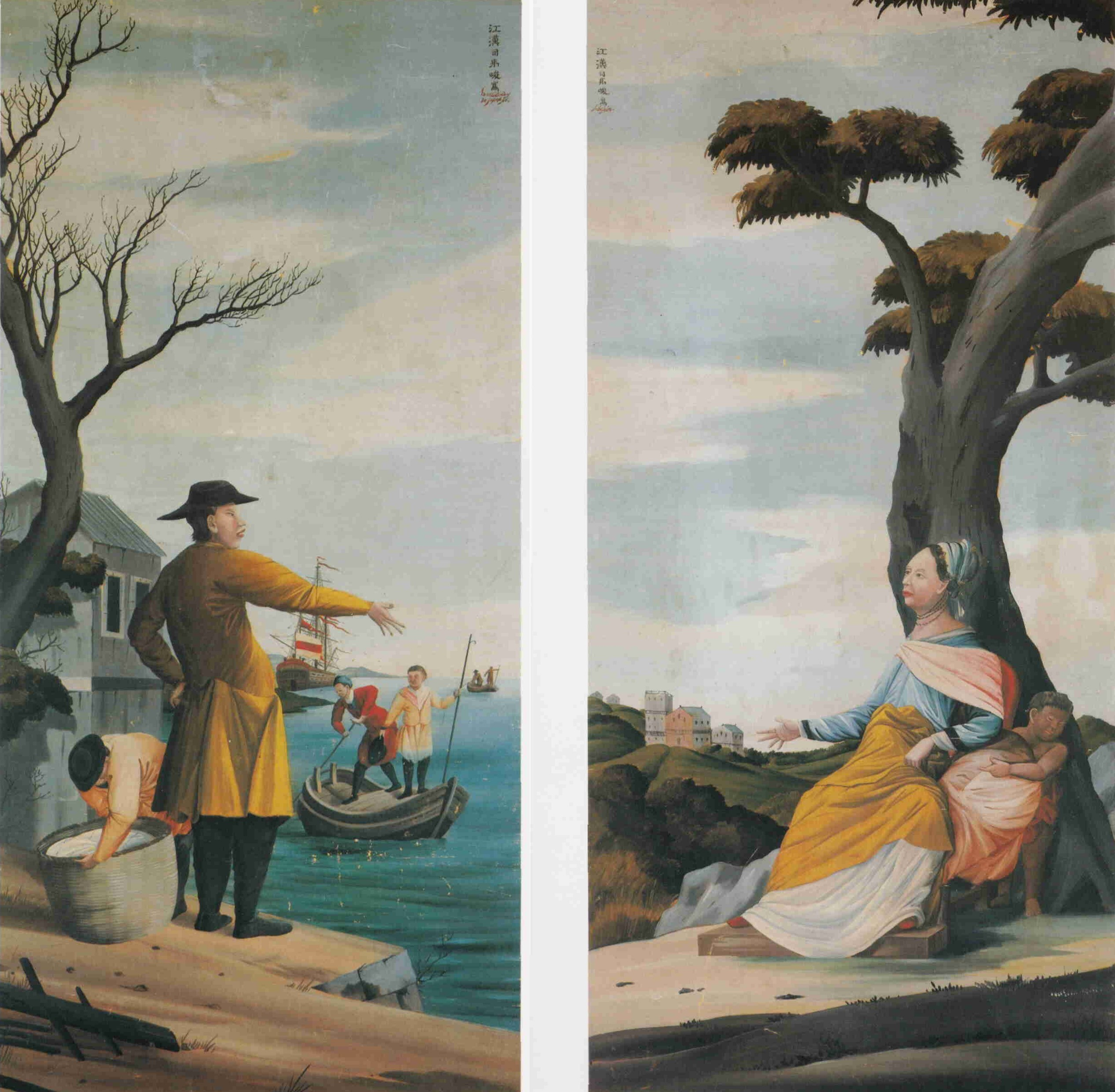